# Crotalaria lisowskii
Crotalaria lisowskii är en ärtväxtart som beskrevs av Roger Marcus Polhill. Crotalaria lisowskii ingår i släktet sunnhampor, och familjen ärtväxter. Inga underarter finns listade i Catalogue of Life.